# Valle del Sabinar
El Sabinar (en valenciano: El Savinar), es un valle situado en la zona montañosa por excelencia de San Vicente del Raspeig, en la provincia de Alicante, España.

## Topónimo
Es un topónimo referido a la existencia del árbol Juniperus sabina o, más probable, del arbusto Juniperus phoenicea de la familia de las cupresáceas. Se desconoce si existió un bosquecillo de sabinas, plantadas cuando la creación de una colonia agrícola en el siglo XX. Dos hipótesis pueden aventurarse: que el nombre se refiera a la existencia de un gigantesco ciprés en los aledaños de la finca-colonia (dicho ciprés fue quemado en acto vandálico), o que se deba a los ecosistemas vegetales propios de las laderas de la sierra del Sabinar (tomillar con presencia de Juniperus phoenicea).
El topónimo carece de entidad histórica hasta el siglo XX. Su nombre va unido a la explotación de las minas de ocre, propiedad de Federico Guardiola Forgas, en la ladera de la sierra del mismo nombre. La Loma del Sabinar fue citada en diversos artículos del profesor Daniel Jiménez de Cisneros, escritos en el Boletín de la Real Sociedad Española de Historia Natural en la primera década del siglo XIX.

## Espacio físico
Está situada al norte del término municipal del municipio sanvicentero, a unos 7 kilómetros del núcleo urbano. En la zona se encuentra una alta variedad y cuantía de fauna y flora autóctona. Por el Sabinar discurre una cañada real.

## Espacio sociopolítico
Es una zona muy señalada en el municipio, donde se congregan muchos vecinos para pasar el día de Mona de Pascua. También es habitual las congregaciones para reforestación y plantación de árboles.

## El polémico campo de golf

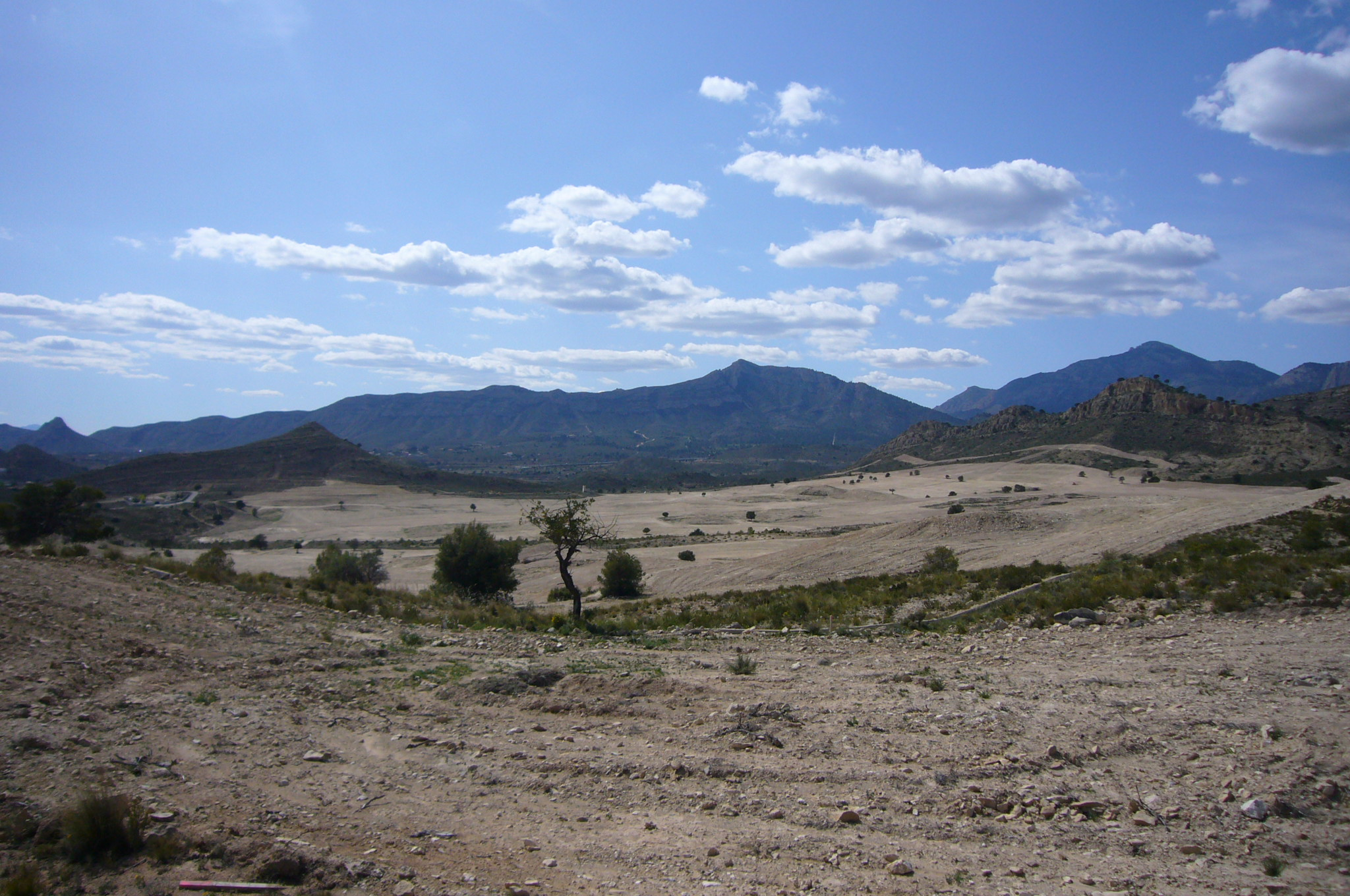
Terrenos arrasados para la creación del campo de golf, complejo hotelero y viviendas.

Debido al desordenado Plan General de Ordenación Urbana vigente en San Vicente del Raspeig desde 1990, se contempla en el valle un campo de golf. En los años 1990 y 2000 viene siendo objeto de intensas disputas políticas. Cabe destacar, que el exalcalde de San Vicente del Raspeig, Francisco Canals Beviá, perdió la alcaldía tras producirse una intensa crisis política municipal, que acabó por desmembrar al grupo socialista, gracias también a concejales tránsfugas.
Tras más de 18 años de trámites se aprobó definitivamente al campo de golf en 2006, junto con 600 viviendas y un hotel, surgió un movimiento vecinal en el municipio con el fin de preservar el único paraje natural que queda en San Vicente. En agosto de 2008 la empresa constructora del campo de golf comenzó a realizar movimientos de tierra, que afectaron a una considerable parte de la zona. Tras casi un año de estas acciones, no se han vuelto a realizar acciones, dejando parte del paraje sin especies vegetales y animales.
Se han sucedido numerosas protestas ecologistas.
Algunos grupos de opinión en el municipio como Esquerra Unida, opinan que es un proyecto insostenible para el municipio del Raspeig. No avivaría el municipio, al quedar este a 7 kilómetros y no tener buenas comunicaciones internas (ya que se encuentra en el extrarradio, en una zona de chalets). El Valle del Sabinar queda a 500 metros de la autovía, por lo que el flujo de nuevos residentes y usuarios ni siquiera pasaría por San Vicente. Habría que dotar a la zona de alcantarillado, agua potable, evacuar las aguas residuales, instalar la electricidad, urbanizar, servicios de limpieza de basura, policía local, etc. por lo que su futuro se antoja lejano y con un alto coste económico.
La plataforma Joves pel Sabinar impulsada por Javier Martínez y Juan Giner activistas y miembros de Esquerra Unida acudió en el verano de 2008 a manifestarse al desértico paraje denunciando el daño que supondrá la construcción del citado campo de Golf
El marzo de 2009, el Tribunal Supremo rechazó el primer plan parcial del Sabinar, tras un recurso interpuesto por el grupo político municipal de Esquerra Unida.

## Escenario de películas
El Valle del Sabinar ha sido el lugar elegido para algunas producciones cinematográficas, como:
- Triage.[12]
- Santa Faz-La Peregrina.[13]